# Brunfläckig riska
Brunfläckig riska (Lactarius fluens) är en svampart som beskrevs av Boud. 1899. Lactarius fluens ingår i släktet riskor och familjen kremlor och riskor.  Arten är reproducerande i Sverige. Inga underarter finns listade i Catalogue of Life.

## Källor

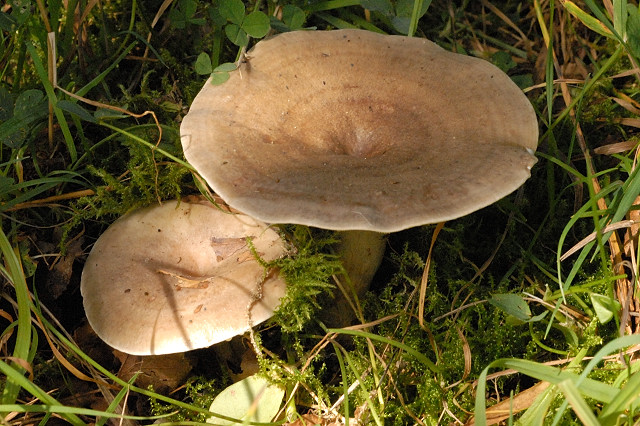
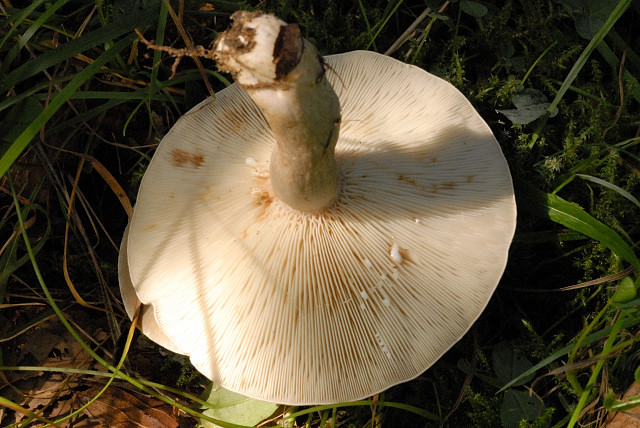